# Векерешть (комуна)
Векерешть, Векерешті (рум. Văcărești) — комуна у повіті Димбовіца в Румунії. До складу комуни входять такі села (дані про населення за 2002 рік):
- Бретештій-де-Жос (613 осіб)
- Бунджету (1349 осіб)
- Векерешть (3045 осіб) — адміністративний центр комуни

Комуна розташована на відстані 67 км на північний захід від Бухареста, 7 км на південь від Тирговіште, 145 км на північний схід від Крайови, 89 км на південь від Брашова.

## Населення
За даними перепису населення 2002 року у комуні проживали 7884 особи.
Національний склад населення комуни:
| Національність | Кількість осіб | Відсоток |
| -------------- | -------------- | -------- |
| румуни         | 7799           | 98,9%    |
| цигани         | 79             | 1,0%     |
| німці          | 2              | < 0,1%   |
| угорці         | 1              | < 0,1%   |

Рідною мовою назвали:
| Мова      | Кількість осіб | Відсоток |
| --------- | -------------- | -------- |
| румунська | 7826           | 99,3%    |
| циганська | 53             | 0,7%     |
| німецька  | 1              | < 0,1%   |

Склад населення комуни за віросповіданням:
| Релігія            | Кількість осіб | Відсоток |
| ------------------ | -------------- | -------- |
| православні        | 7435           | 94,3%    |
| адвентисти         | 369            | 4,7%     |
| бретрени           | 40             | 0,5%     |
| лютерани           | 26             | 0,3%     |
| баптисти           | 5              | 0,1%     |
| п'ятдесятники      | 4              | 0,1%     |
| реформати          | 1              | < 0,1%   |
| не вказали релігію | 4              | 0,1%     |